# NGC 4894
NGC 4894 (również PGC 44732) – galaktyka soczewkowata (S0), znajdująca się w gwiazdozbiorze Warkocza Bereniki. Odkrył ją John Herschel 30 marca 1827 roku.
Według nowszych źródeł bardziej prawdopodobne jest, że obiektem NGC 4894 zaobserwowanym przez Herschela jest jaśniejsza para galaktyk (skatalogowana pod numerem NGC 4898) widoczna tuż obok galaktyki PGC 44732.